# La Creuse
La Creuse település Franciaországban, Haute-Saône megyében. Lakosainak száma 72 fő (2022. január 1.). La Creuse Adelans-et-le-Val-de-Bithaine, Châtenois, Genevreuille, Pomoy és Velleminfroy községekkel határos.

## Népesség
A település népességének változása:
| Lakosok száma | 78   | 79   | 75   | 75   | 74   | 74   | 73   | 72   | 71   | 72   |
|               | 2013 | 2014 | 2015 | 2016 | 2017 | 2018 | 2019 | 2020 | 2021 | 2022 |